# Писарро, Дамиан
Дамиа́н Никола́с Писа́рро Уэнуке́о (исп. Damián Nicolás Pizarro Huenuqueo; родился 28 марта 2005) — чилийский футболист, нападающий клуба «Удинезе» и сборной Чили.

## Клубная карьера
Воспитанник футбольной академии клуба «Коло-Коло». 28 октября 2021 года 16-летний Писарро дебютировал в основном составе «Коло-Коло», выйдя в стартовом составе в матче чилийской Примеры против «Аудакс Итальяно». 18 марта 2023 года забил свой первый гол за клуб в матче против «Кобресаля».

## Карьера в сборной
В 2023 году сыграл за футбольную сборную Чили до 23 лет на Панамериканских играх.
17 ноября 2023 года дебютировал за сборную Чили в матче против сборной Парагвая